# Fangoria (gruppo musicale)
Fangoria è un duo musicale spagnolo synthpop, composto dalla cantante Alaska e da Nacho Canut.

## Storia
In precedenza, dal 1977, i due componenti avevano già formato diversi gruppi di successo insieme ad altri artisti; Kaka de Luxe, Alaska y Dinarama, Alaska y los Pegamoides.
Il duo è nato nel 1989 ispirandosi per il nome del gruppo alla nota rivista statunitense di film horror Fangoria, in occasione della preparazione del loro primo album, intitolato Salto mortal, che riscosse un notevole successo nel 1990, anno della sua pubblicazione.
Tra le canzoni più popolari del gruppo è possibile citare No sé qué me das, Hombres, Retorciendo palabras, Miro la vida pasar e Criticar por criticar.

## Discografia

### Album in studio
- 1990 - Salto mortal
- 1998 - Vital (con Lemon^Fly)
- 1999 - Una temporada en el infierno
- 2001 - Naturaleza muerta
- 2004 - Arquitectura efímera
- 2006 - El extraño viaje
- 2009 - Absolutamente
- 2013 - Cuatricromía
- 2016 - Canciones para robot románticos
- 2019 - Extrapolaciones y dos preguntas (1989-2000)
- 2019 - Extrapolaciones y dos respuestas (2001-2019)

#### Live
- 2007 - ¡Viven!
- 2011 - Operación Vodevil. En vivo. En directo desde el Benidorm Palace
- 2018 - Pianissimo

#### Raccolte
- 1998 - Interferencias
- 2003 - Dilemas, amores y dramas
- 2003 - Un día cualquiera en Vulcano
- 2006 - Lo mejor de Fangoria
- 2010 - Una temporada en Subterfuge
- 2010 - El paso trascendental del vodevil a la astracanada. Antología de canciones de ayer y de hoy

#### Album di remix
- 2000 - El infierno son los demás
- 2005 - Naturaleza muerta remixes

### Colonne sonore
- 1996 - La lengua asesina
- 1997 - Cruella de Vil

### EP
- 1992 - Un día cualquiera en Vulcano S.E.P. 1.0
- 1993 - Un día cualquiera en Vulcano S.E.P. 2.0
- 1995 - Un día cualquiera en Vulcano S.E.P. 3.0
- 1996 - A la felicidad por la electrónica
- 1997 - Sonidos para una exposición (con Actibeat)
- 1999 - Shangay EP (con gli Astrud)
- 2008 - Entre Punta Cana y Montecarlo
- 2021 - Existencialismo pop
- 2022 - Edificaciones paganas

### Mixtape
- 1994 - X-Tasiada

### Riedizioni
- 2005 - Arquitectura efímera deconstruida
- 2007 - El extraño viaje revisitado
- 2009 - Completamente
- 2014 - Policromía
- 2017 - Miscelánea de canciones para robótica avanzada
- 2018 - Canciones para robots románticos (Reedición 2018)